# Henning Christopher von Holstein
Henning Christopher von Holstein (født 24. november 1679, død 25. juni 1753) var godsejer til Nütschau og hofembedsmand.
Han var bror til grev Ulrik Adolph Holstein og blev efter at have beklædt forskellige lavere hofcharger 1721 udnævnt til overhofmester og overjægermester hos dronning Anna Sophie og blev året efter hvid ridder. Efter kong Frederik IV's død levede han væsentlig for privatlivets interesser. Holstein døde 1753.
Han var 2 gange gift: 1. gang 1709 med Ida Sophie f. Ahlefeldt (født i november 1686, død 8. november 1735), datter af Joachim von Ahlefeldt til Gelting, og 2. gang 1741 med Karen Magdalene Holm, f. de Jespersen (16. juli 1709 – 31. marts 1764), datter af justitsråd Jesper de Jespersen til Høgholt.